# Aethionema virgatum
Aethionema virgatum là một loài thực vật có hoa trong họ Cải. Loài này được (Boiss.) Hedge mô tả khoa học đầu tiên năm 1968.